# Andragogie
Andragogie of andragologie is de opvoeding en vorming van volwassenen. Andragogie ontstond binnen de pedagogiek als een specifiek antwoord op de uitdagingen die volwassenen stellen als leerlingen. Het is een specialisme binnen de sociale wetenschappen dat tot doel heeft de volwassen mens bij te staan in de ontwikkeling tot mondigheid, autonomie, humaniteit en verantwoordelijkheid. Er bestaan verschillende leertheorieën over andragogie, zoals experimenteel leren, gesitueerd leren, sociaal leren, biografisch leren en transformatief leren.
Enkele Nederlandse universiteiten boden vroeger zelfstandige andragologie-opleidingen aan, die sindsdien geïntegreerd zijn in andere vakgebieden.